# Bramy raju

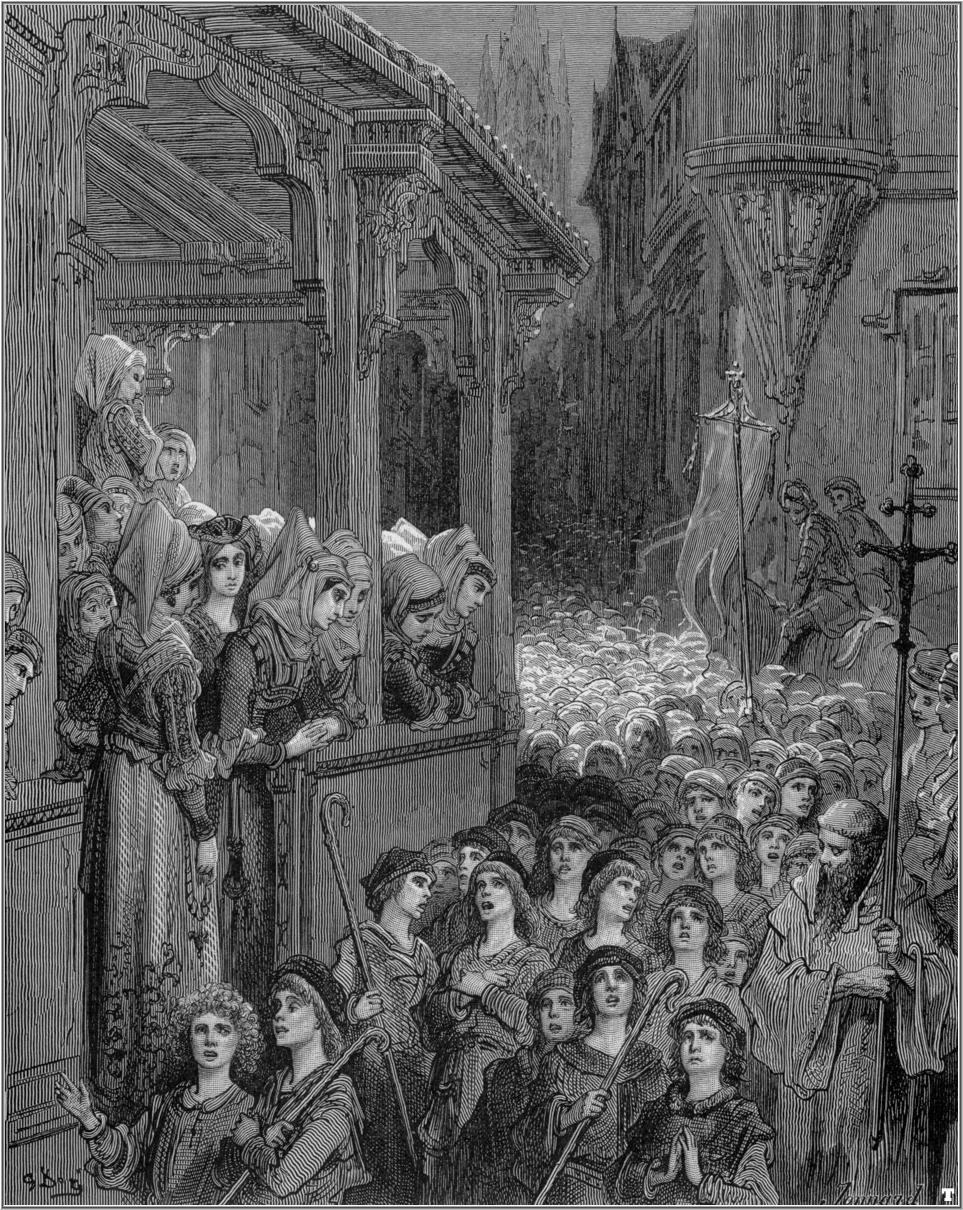
Krucjata dziecięca według Gustave’a Dorégo

Bramy raju – powieść Jerzego Andrzejewskiego opublikowana w 1960 roku nakładem Państwowego Instytutu Wydawniczego. Utwór opowiada o krucjacie dziecięcej z 1212 roku. Temat ten posłużył autorowi do podjęcia problemu wyłaniania się idei i sposobu, w jaki oddziałuje ona na zbiorowość.

## Forma powieści
Bramy raju mają formę spowiedzi kolejnych uczestników wyprawy, wysłuchiwanej przez starego zakonnika. Utwór składa się z dwóch zdań, z czego drugie obejmuje tylko cztery słowa (I szli całą noc). Taka konstrukcja powieści ma służyć rozmyciu się podmiotu mówiącego i akcentowaniu uczestnictwa we wspólnocie – kolejne wypowiedzi przenikają się i objaśniają nawzajem, słowa poszczególnych osób nie są wyraźnie rozgraniczone. Niektórzy spośród recenzentów krytykowali budowę utworu, wskazując, że niejednokrotnie jest ona wymuszona, a niektóre ze zdań pobocznych powinny być wydzielone.

## Fabuła
Akcja utworu rozpoczyna się podczas wędrówki krucjaty dziecięcej przez francuskie hrabstwo Vendôme, trzeciego dnia powszechnej spowiedzi uczestników wyprawy. Wyznań dzieci wysłuchuje idący na czele pochodu franciszkanin. Jest on pełen niepokoju z powodu nawiedzającego go snu – śnił, że znajduje się na spalonej słońcem pustyni, gdzie słyszał obojętny głos mówiący, że to właśnie jest cel krucjaty – Jerozolima. Przez pustynię wędruje dwójka chłopców, jedyni, którzy przeżyli długą drogę. Kiedy jeden z chłopców upada, drugi postanawia sam kontynuować podróż. Zakonnik orientuje się po ruchach chłopca, że jest on niewidomy, nagle widzi jego twarz i orientuje się, że ślepym dzieckiem jest inicjator wyprawy – piękny Jakub z Cloyes. Pomimo wynikającego ze snu niepokoju zakonnik decyduje się wspierać wyprawę.
Kiedy spowiadają się dzieci z Cloyes, które jako pierwsze dołączyły do Jakuba i wzięły udział w krucjacie, spowiednik orientuje się, że nie są one niewinne, a ich wędrówka do Jerozolimy nie wynika z powodów religijnych. Jako pierwsza spowiada się Maud, przybrana siostra Jakuba, która jako pierwsza poparła go, gdy oznajmił we wsi, że Bóg nakazał mu poprowadzić dziecięcą krucjatę do Grobu Pańskiego w Jerozolimie, a tym samym zachęciła innych do udziału w wyprawie. Maud wyznaje spowiednikowi, że wzięła udział w wędrówce tylko z powodu swojej wieloletniej, niespełnionej miłości do Jakuba. Drugi ze spowiadających się – Robert, syn młynarza przyznaje, że opuścił starego ojca i wziął udział w krucjacie, aby opiekować się Maud, którą bez wzajemności kocha. Trzecia wyznaje swoje grzechy Blanka, córka kołodzieja. Mówi ona spowiednikowi, że jest zakochana w Jakubie, ale ponieważ on jej nie chce, sypia z Aleksym Melissenem. Rodzice Aleksego zginęli w 1204 roku podczas ataku krzyżowców na Bizancjum. Jeden z uczestników tamtej wyprawy, Ludwik hrabia na Blois zabrał chłopca ze sobą, a 8 lat później nawiązał z nim homoseksualny romans, nie kochał jednak Aleksego, a jedynie pożądał go, zakochany był natomiast w Jakubie. Hrabia na Blois popełnił samobójstwo po nocy spędzonej w szałasie pasterskim Jakuba, tej samej nocy w Jakubie zakochał się Aleksy i ta właśnie miłość skłoniła go do wzięcia udziału w wyprawie. Zakonnik udziela Aleksemu rozgrzeszenia, podobnie jak każdemu innemu ze spowiadających się wcześniej dzieci.
Ostatnim ze spowiadających się jest inicjator wyprawy, Jakub z Cloyes. Opowiada zakonnikowi o tym, że pewnej nocy pod szałasem pasterskim, w którym mieszkał pojawił się Ludwik de Blois. Spędzają razem noc na rozmowie, Jakub zakochuje się w rycerzu, który opowiada mu o tym, że poświęcił życie na odzyskanie Grobu Pańskiego w Jerozolimie z rąk pogan. Miałoby to być dla niego odkupieniem za wzięcie udziału w wyprawie krzyżowej 1204 roku, która zakończyła się rzezią niewinnych w Bizancjum. Po tej nocy hrabia Ludwik popełnił samobójstwo. Dowiedziawszy się o jego śmierci, Jakub podjął jego marzenie o odbiciu Jerozolimy, zszedł do wsi i poinformował jej mieszkańców, że usłyszał głos Boga, nakazującego mu zebrać dzieci i poprowadzić je w drogę do Ziemi Świętej, ponieważ tylko ich niewinność może spowodować odzyskanie Jerozolimy. Dowiedziawszy się, że objawienie Jakuba było kłamstwem, zakonnik odmawia mu rozgrzeszenia. Następnie staje na środku drogi i próbuje zatrzymać idące dzieci, zostaje jednak przez nie stratowany. Ostatecznie, zdeptany starzec błogosławi wyprawę. Krucjata podąża dalej.

## Problematyka utworu
Powieść podejmuje temat wytwarzania się masowych idei i ich oddziaływania na zbiorowość, stanowiąc tym samym rozrachunek Andrzejewskiego z okresem fascynacji komunizmem. W trakcie lektury utworu okazuje się, że pomysł uwolnienia Grobu Pańskiego przez niewinne dzieci jest w istocie iluzją – nie jest oparty na przesłankach religijnych, a stanowi jedynie sublimację pożądania i potrzeby ekspiacji. Pomysł wyprawy krzyżowej został narzucony Jakubowi przez hrabiego Ludwika podczas niespełnionej erotycznie nocy. Źródłem idei jest poczucie winy Ludwika, wywołane udziałem w grabieżach i zdradą idei krucjat, która dokonała się w Konstantynopolu w 1204 roku, a sama wyprawa ma być próbą oczyszczenia z winy zbiorowego podmiotu chrześcijańskiego. Idea ta zyskuje urzeczywistnienie poprzez przeniesienie w działanie erotycznych pragnień młodych uczestników wyprawy, jest w istocie sublimacją tych pragnień. Andrzejewski nawiązuje do inspirowanej m.in. pismami Platona teorii o szczególnych predyspozycjach miłości homoerotycznej – według tej teorii wykluczane społecznie uczucie homoseksualne ma szczególne skłonności do idealizacji i przeniesienia. Oczarowanie duchową i fizyczną urodą Ludwika oraz erotyczne niespełnienie sprawiają, że Jakub staje się inicjatorem krucjaty. Idea jest więc mistyfikacją, a jej duchowy wymiar ukrywa pragnienia cielesne. Jednak zrodzona z iluzji idea nie zostaje w powieści wyśmiana ani skrytykowana – poszukiwanie nadziei i uleganie fikcji jest nieodłączną właściwością ludzkiego umysłu, pozwalającą mu przetrwać w świecie cielesnych pragnień. Co prawda Jakub (jako jedyny spośród spowiadających się) nie otrzymuje rozgrzeszenia (jest mistyfikatorem, uwodzi dzieci fałszywą ideą), ale cała wyprawa zostaje pobłogosławiona przez zakonnika – chociaż fałszywa, jest wyrazem nadziei. Andrzejewski rozpoznaje więc system komunistyczny jako taki, który uwodził poprzez nadużywanie ludzkiej skłonności do wzniosłości i nadziei na wielkość.